# Ginástica artística nos Jogos Sul-Americanos da Juventude de 2022
As competições de ginástica artística nos Jogos Sul-Americanos da Juventude de 2022 em Rosário, Argentina, foram realizadas de 28 de abril a 2 de maio de 2022.

## Quadro de medalhas
*   país anfitrião (Argentina)
| Pos.               | País               | Ouro | Prata | Bronze | Total |
| ------------------ | ------------------ | ---- | ----- | ------ | ----- |
| 1                  | Colômbia           | 7    | 2     | 4      | 13    |
| 2                  | Argentina          | 5    | 3     | 6      | 14    |
| 3                  | Brasil             | 2    | 6     | 4      | 12    |
| 4                  | Chile              | 0    | 2     | 1      | 3     |
| 5                  | Equador            | 0    | 1     | 0      | 1     |
| Total (5 entradas) | Total (5 entradas) | 14   | 14    | 15     | 43    |

## Medalhistas

### Masculino
| Evento           | Ouro                                                                                  | Prata                                                                                                  | Bronze                                                                                         |
| ---------------- | ------------------------------------------------------------------------------------- | --- | ---------------------------------------------------------------------------------------------- |
| Equipe           | Colômbia · Ángel Barajas · Jhordan Castro · Manuel López · Carlos Orozco · Yan Zabala | Brasil · Bernardo Ferreira · Rafael Pamplona · João Victor Perdigão · Rafael Shiguti · Guilherme Silva | Argentina · Matias Coralizzi · Fausto Latella · Thiago Ognibene · Nahuél Pardo · Joaquin Vélez |
| Individual geral | Ángel Barajas (COL)                                                                   | João Victor Perdigão (BRA)                                                                             | Manuel López (COL)                                                                             |
| Solo             | Ángel Barajas (COL)                                                                   | Fausto Latella (ARG)                                                                                   | Manuel López (COL)                                                                             |
| Cavalo com alças | Ángel Barajas (COL)                                                                   | Diego Espejo (CHI)                                                                                     | Thiago Ognibene (ARG)                                                                          |
| Argolas          | João Victor Perdigão (BRA)                                                            | Manuel López (COL)                                                                                     | Nahuel Pardo (ARG)                                                                             |
| Salto            | Ángel Barajas (COL)                                                                   | Daniel Chica (ECU)                                                                                     | João Victor Perdigão (BRA)                                                                     |
| Barras paralelas | Ángel Barajas (COL)                                                                   | Diego Espejo (CHI)                                                                                     | Yan Zabala (COL)                                                                               |
| Barra fixa       | Ángel Barajas (COL)                                                                   | Manuel López (COL)                                                                                     | Cristobal Cuevas (CHI) Fausto Latella (ARG)                                                    |

### Feminino
| Evento              | Ouro                                                                                           | Prata                                                                                          | Bronze                                                                                         |
| ------------------- | ---------------------------------------------------------------------------------------------- | ---------------------------------------------------------------------------------------------- | ---------------------------------------------------------------------------------------------- |
| Equipe              | Brasil · Gabriela Barbosa · Helen Benevides · Josiany Calixto · Andreza de Lima · Maria Moreno | Argentina · Isabella Ajalla · Mia Corrente · Nicole Iribarne · Mia Mainardi · Tiziana Olivetto | Colômbia · Mariana Agudelo · Jimena Alzate · Ana Espinoza · Jireth Gonzalez · Angeline Miranda |
| Individual geral    | Mia Mainardi (ARG)                                                                             | Gabriela Barbosa (BRA)                                                                         | Isabella Ajalla (ARG)                                                                          |
| Salto               | Mia Mainardi (ARG)                                                                             | Nicole Iribarne (ARG)                                                                          | Andreza Lima (BRA)                                                                             |
| Barras assimétricas | Isabella Ajalla (ARG)                                                                          | Gabriela Barbosa (BRA)                                                                         | Josiany Calixto (BRA)                                                                          |
| Trave               | Isabella Ajalla (ARG)                                                                          | Andreza de Lima (BRA)                                                                          | Gabriela Barbosa (BRA)                                                                         |
| Solo                | Mia Mainardi (ARG)                                                                             | Andreza de Lima (BRA)                                                                          | Isabella Ajalla (ARG)                                                                          |